# Thyone crassidisca
Thyone crassidisca is een zeekomkommer uit de familie Phyllophoridae.
De wetenschappelijke naam van de soort werd in 1981 gepubliceerd door David Pawson & J.E. Miller.